# Bridging the Gap
Bridging the Gap drugi je studijski album američkog hip hop sastava Black Eyed Peas. Objavljen je 26. rujna 2000. u izdanju Interscope Recordsa.

## O albumu
Album sadrži singl "Request + Line" na kojem gostuje Macy Gray. Pjesma "Weekends"  je remiksirana i nalazi se na njihovom petom studijskom albumu The E.N.D. pod imenom "Another Weekend". Album je sniman u vrijeme kada je Kim Hill napustila sastav, ali se pojavljuje na pjesmi "Hot".

## Popis pjesama
1. "BEP Empire"
2. "Weekends" (ft. Esthero)
3. "Get Original" (ft. Chali 2na)
4. "Hot"
5. "Cali to New York" (ft. De La Soul)
6. "Lil' Lil'"
7. "On My Own" (ft. Les Nubians & Mos Def)
8. "Release"
9. "Bridging the Gaps"
10. "Go Go"
11. "Rap Song" (ft. Wyclef Jean)
12. "Bringing It Back"
13. "Tell Your Mama Come"
14. "Request + Line" (ft. Macy Gray)

## Top ljestvice
| Top ljestvice (2000.)    | Najviša pozicija |
| ------------------------ | ---------------- |
| Australija               | 37               |
| Njemačka                 | 82               |
| Novi Zeland              | 18               |
| SAD (Billboard 200)      | 67               |
| SAD (R&B/Hip-Hop Albums) | 40               |